# 강릉 관음리 오층석탑
강릉 관음리 오층석탑(江陵 觀音里 五層石塔)은 대한민국 강원특별자치도 강릉시 성산면 관음리에 있는 오층석탑이다. 1992년 6월 10일 강원특별자치도의 유형문화재 제112호로 지정되었다.

## 개요
2층 기단(基壇) 위로 5층의 탑신(塔身)을 올린 모습의 석탑으로, 주변에 절터로 보이는 건물터와 석불의 대좌로 보이는 석물 등이 남아있다.
아래층 기단의 각 면에는 둥글넓적한 안상(眼象)을 얕게 새기고, 위층 기단에는 각 면의 모서리와 가운데에 기둥 모양을 새겼다. 탑신부는 몸돌과 지붕돌을 각각 하나의 돌로 쌓아 올렸는데, 1층 몸돌은 큰 편이며, 2층부터는 높이가 급격히 낮아졌다. 지붕돌은 밑면에 3단의 받침을 두고, 네 귀퉁이는 높이 치켜 올라갔는데, 각층이 비슷한 크기로 거의 변화가 없는 것이 특징이다. 꼭대기에는 노반(露盤:머리장식 받침) 위로 앙화(仰花:활짝 핀 연꽃모양의 장식)가 남아 머리장식을 하고 있다.
지붕돌의 받침수가 3단으로 줄고, 네 귀퉁이의 치켜올림이 큰 점 등으로 보아 고려시대의 작품으로 짐작된다.

## 참고 자료
- 강릉관음리오층석탑 - 국가유산청 국가유산포털